# La Caravane du Caire

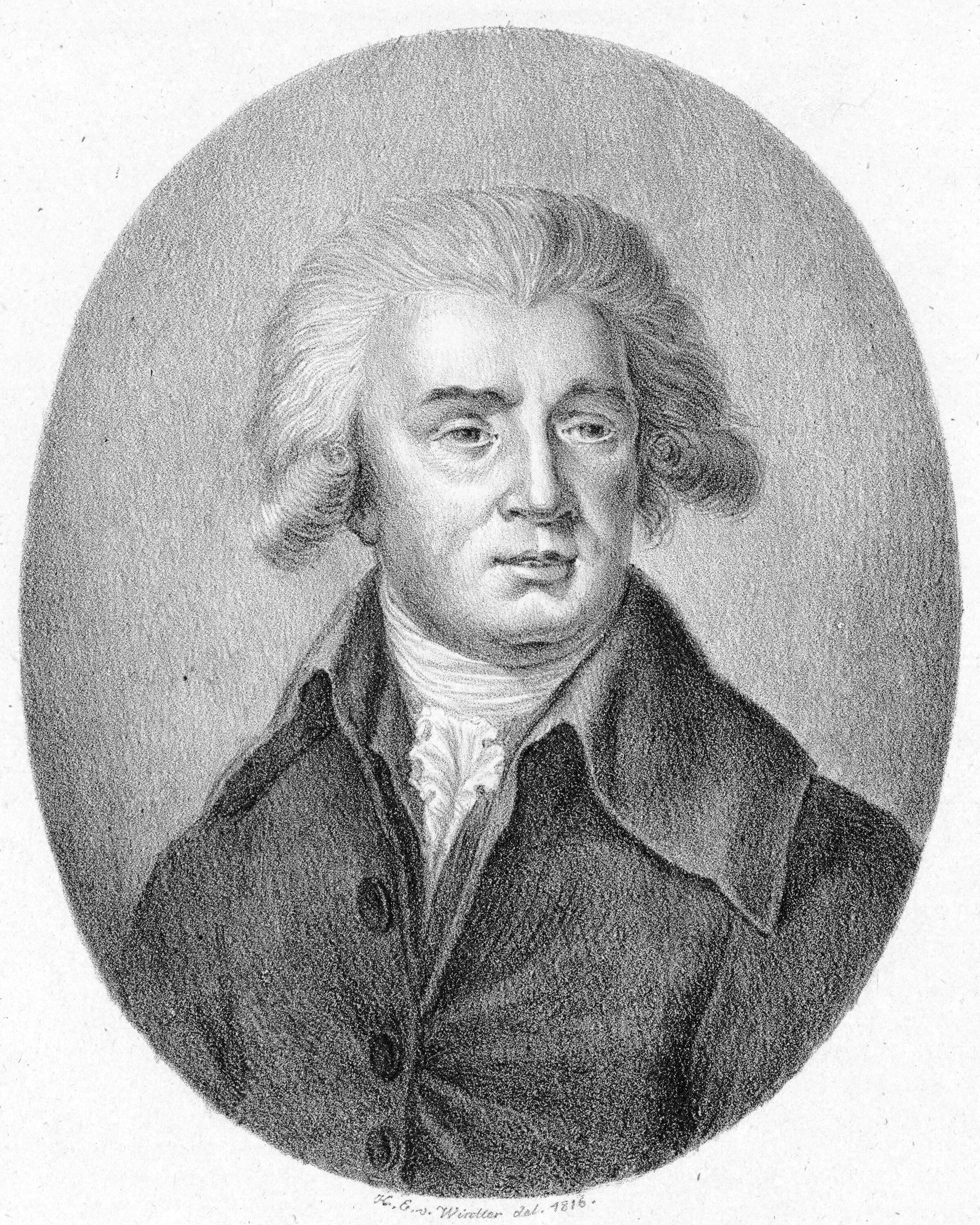
André Grétry.

La Caravane du Caire (Karavanen från Kairo) är en opéra-ballet i tre akter med musik av André Grétry och libretto av Étienne Morel de Chédeville.

## Historia
Exotism och avancerade scenerier var viktiga beståndsdelar i handlingen och operan innehåller både dubbelkörer och flera ensembler. Operan hade premiär den 30 oktober 1783 på slottet i Fontainebleau. Svensk premiär under titeln Caravanen den 1 november 1796 på Gustavianska operahuset i Stockholm såsom "galaspektakel" med anledning av Gustav IV Adolfs trontillträde. Den svenska texten var översatt av Johan Magnus Lannerstierna.

## Personer
| Roller                                     | Stämma       | Rollbesättning vid den svenska premiären den 11 januari 1796 Dirigent: Georg Joseph Vogler |
| ------------------------------------------ | ------------ | ------------------------------------------------------------------------------------------ |
| Osman, pascha av Egypten                   | Bas          | Carl Stenborg                                                                              |
| Almaïde, pashans favorit                   | Sopran       | Inga Åberg                                                                                 |
| Tamorin, eunuck i haremet                  | Haute-contre | G. Åman                                                                                    |
| Husca, karavanens ledare och slavhandlar e | Baryton      | Louis Deland                                                                               |
| Saint Phar, en fransk slav                 | Haute-contre | Kristofer Kristian Karsten                                                                 |
| Zélime, slavinna                           | Sopran       | Caroline Müller                                                                            |
| En fransysk slavinna                       | Sopran       | Carolina Kuhlman                                                                           |
| En italiensk slavinna                      | Sopran       | Teresa Vandoni                                                                             |
| En tartar                                  | Tenor        | Nils Magnus Annerstedt                                                                     |
| Florestan, kapten                          | Basbaryton   | Abraham de Broen                                                                           |
| Furville, fransk officer                   | Baryton      | Lytke                                                                                      |
| Osmin, haremsvakt                          | Bas          | Carl Gustaf Grönström                                                                      |

## Handling
Fransmannen Saint Phar älskar Zélime. Båda är slavar i en karavan som leds av Husca. Under en attack från fientliga araber lyckas Saint Phar fly. Karavanen når fram till Kairo och paschans palats. På slavmarknaden köper paschan Zélime. Den franske officeren Florestan letar efter sin försvunne son. En plan för att frita Zélime går fel, men Saint Phar visar sig vara Florestans förlorade son. Den franskvänlige paschan friger Zélime som slutligen kan gifta sig med Saint Phar.